# David Zacharias
David Zacharias (* 5. November 1871 in Königsberg; † 5. August 1915 bei Warschau) war ein deutscher Maler der Düsseldorfer Schule.

## Leben

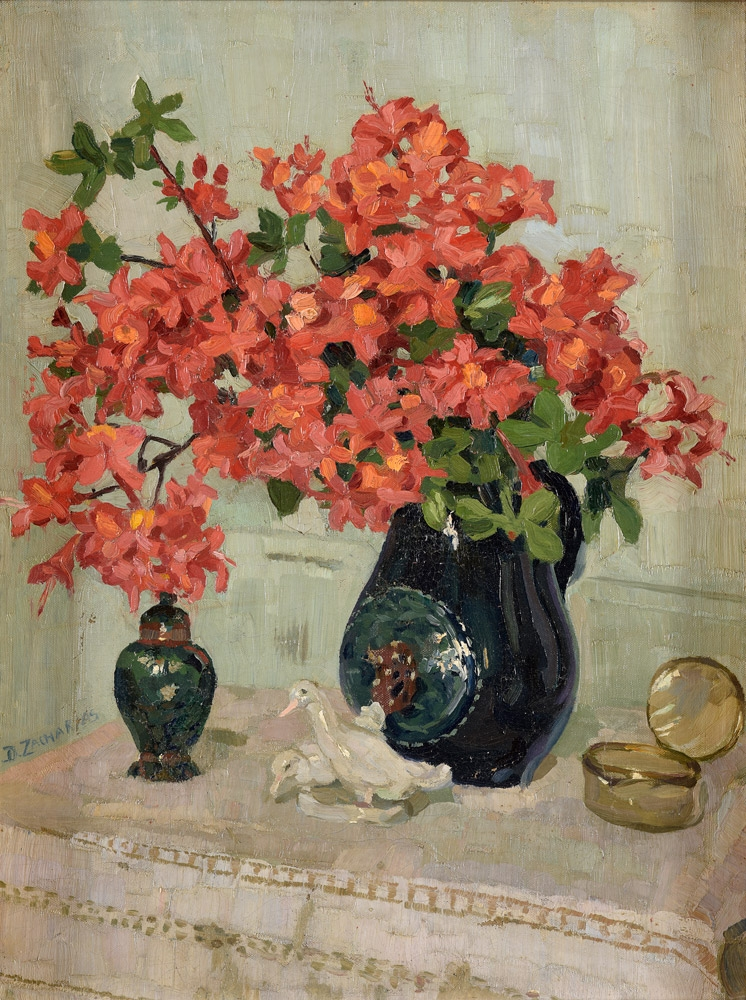
David Zacharias: Blumenstilleben

1899 begann Zacharias das Studium an der Königlich Preußischen Kunstakademie Düsseldorf und war dort von 1902 bis 1906 Meisterschüler von Claus Meyer. Er blieb in Düsseldorf ansässig und gehörte von 1906 bis 1913 dem Künstlerverein Malkasten an. Bei Kriegsausbruch wurde er einem preußischen Infanterie-Regiment zugeteilt. Er war zunächst im Stellungskampf gegen die russische Armee an der Bzura eingesetzt, wo er auch einige Skizzen anfertigte. Er fiel als Offizierstellvertreter im Sommer 1915 im Verlauf des Sturms auf Warschau.
Zacharias schuf Figuren- und Landschaftsbilder, Porträts, Interieurs und Stillleben. Mit Josse Goossens, Walter Heimig und anderen gehörte er zu den Düsseldorfer Künstlern, die die großflächige und pastose Malweise der Münchner Künstlergruppe „Die Scholle“ übernahmen. Ein Selbstbildnis, ein Interieur und die Komposition Hausmusik zeigte er 1913 in Düsseldorf. Zeichnungen, die während des Stellungskrieges an der Bzura entstanden waren, waren im August 1915 in der Düsseldorfer Kunsthalle zu sehen. Eine Gedächtnisausstellung widmete dem Künstler 1917 die Kunsthandlung Bernhard Teichert in Königsberg.

## Werkauswahl
- Liebespaar auf Wiese, neben einem Busch kauernd, am Flussufer, 1905; Öl/Lwd., 45 × 60 cm (Kunsthandel)
- Bildnis einer jungen Frau, 1909; Öl/Lwd., 48 × 45,5 cm (Kunsthandel)
- Blühender Garten; Öl/Lwd., 70 × 55 cm (Kunsthandel)
- Maria mit dem Jesuskind; Öl/Holz, 34 × 37 cm (Kunsthandel)
- Drei Schulkinder schauen über den Pregel auf das Königsberger Schloss: Buchumschlag-Illustration zum Buch „Heimatkunde von Königsberg“.

## Ausstellungsbeteiligungen (Auswahl)
- 1902: Trier, Kunstverein: „Die Eifel in der Kunst“: Eifellandschaft[4]
- 1910: Bremen, Kunsthalle: Grosse Kunstausstellung. In Verbindung mit einer Sonderausstellung der Vereinigung nordwestdeutscher Künstler, 1. Februar–31. März 1910.